# 歩兵の本領
歩兵の本領（ほへいのほんりょう）は、1911年（明治44年）に発表された日本の軍歌。歩兵を謳った歌であるため歩兵の歌とも呼称される。

## 概要

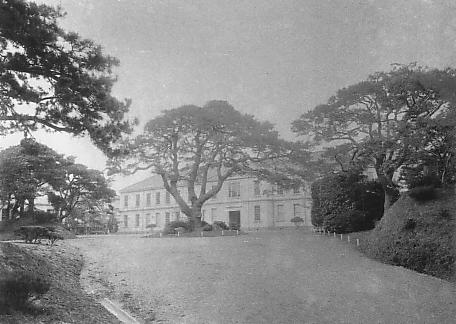
明治時代当時の陸軍中央幼年学校校舎

作詞は当時の陸軍中央幼年学校（のちの陸軍予科士官学校）第10期生であった加藤明勝、作曲（原曲）は永井建子の軍歌『小楠公』の流用である（後述）。加藤が在校時に制作し、1911年に中央幼年学校の百日祭で発表された。秀作であったためのちに同校だけでなく帝国陸軍全体に波及し、日本を代表する軍歌のひとつとして広く愛唱されるようになり、レコード化もされ様々なレーベルから発売された。原詩は全10番から成る。
この曲の評判が上々だったため、より幼年向けの童謡として同年1911年に乙骨三郎により石原和三郎の作詞をベースに、尋常小学唱歌に『浦島太郎』がオマージュされ、掲載された。
第二次世界大戦敗戦後の連合軍占領下ではGHQによって演奏、放送等を禁止されたが、旧制中学校・旧制高等学校などの流れを汲む学校では、現在も校歌や応援歌などのメロディーとして使用され続けている例も少なくない。例えば開成では「決起」と題された替え歌が運動会で歌われている。
陸上自衛隊でも歩兵科相当の普通科において「普通科の本領」と曲名や歌詞の一部を変えて歌われ続けられている。また、多数の戦後音源も制作・発売されている。
なお、日本軍守備部隊の大半が全滅（玉砕）したサイパン島の戦いにおいて、日本軍守備部隊の全滅後もジャングル地帯に立てこもって最後まで米軍部隊に抵抗し続け、敗戦から約3か月半後の1945年（昭和20年）12月1日に正式に投降した大場栄陸軍大尉が指揮する集団の兵士たち（投降時の人数は大場大尉を含めて47人）は、タッポーチョ山を下りて投降式典会場となった米軍基地まで向かう際に、本曲を全員で歌いながら行進した。
ミャンマー軍の軍歌「မြန်မာပြည်ကာကွယ်မည်」（ミャンマーが守られる）は、「歩兵の本領」の曲を流用している。

### 原曲
『歩兵の本領』の原曲は、これまで1901年（明治34年）に製作された旧制第一高等学校の寮歌『アムール川の流血や』の流用とされていたが、実際の原曲はのちに陸軍戸山学校軍楽隊楽長となる永井建子が、1899年（明治32年）に出版した『鼓笛喇叭軍歌　実用新譜』内で発表されている軍歌『小楠公』である。この事実は2009年（平成21年）に声楽家兼研究家である藍川由美が発見した。同書の曲譜と歌詞には、「本曲譜は七五調にて作りたる長編の軍歌にして未だ曲なきものには此句節にて謡はしむるの作意なれば爰には小楠公の一編を藉り其名稱となす」との永井の但し書きが付いている。
この発見は、1944年（昭和19年）の『日本の軍歌』における堀内敬三の記述「『アムール川の流血や』の曲が永井建子の作曲であることは同樂長から私に寄せられた書翰で始めて知つた」や、1992年（平成4年）の『向陵』に記載された「（『アムール川の流血や』の）作曲者栗林宇一氏は、軍歌など二、三の既成曲の組合せで作ったと語っておられる」とも合致する。これら本人の談話及び両曲の楽譜とその発表年は旧制一高生（中退）であった栗林宇一が、1901年（明治34年）の第十一回紀念祭寮歌で発表した『アムール川の流血や』は、1899年に発表された軍歌『小楠公』を借用した根拠となり得るが、『日本の唱歌（下）』（金田一春彦・安西愛子編。講談社）などにおける「この歌の作曲者は以前、陸軍軍楽隊隊長、永井建子と誤伝されていたが」との記述には根拠が示されていない。
上記二曲と原曲を共有する歌として、1922年（大正11年）に労働歌として製作（替え歌）された「メーデー歌」（聞け万国の労働者）が存在する。

## 歌詞

歩兵連隊軍旗

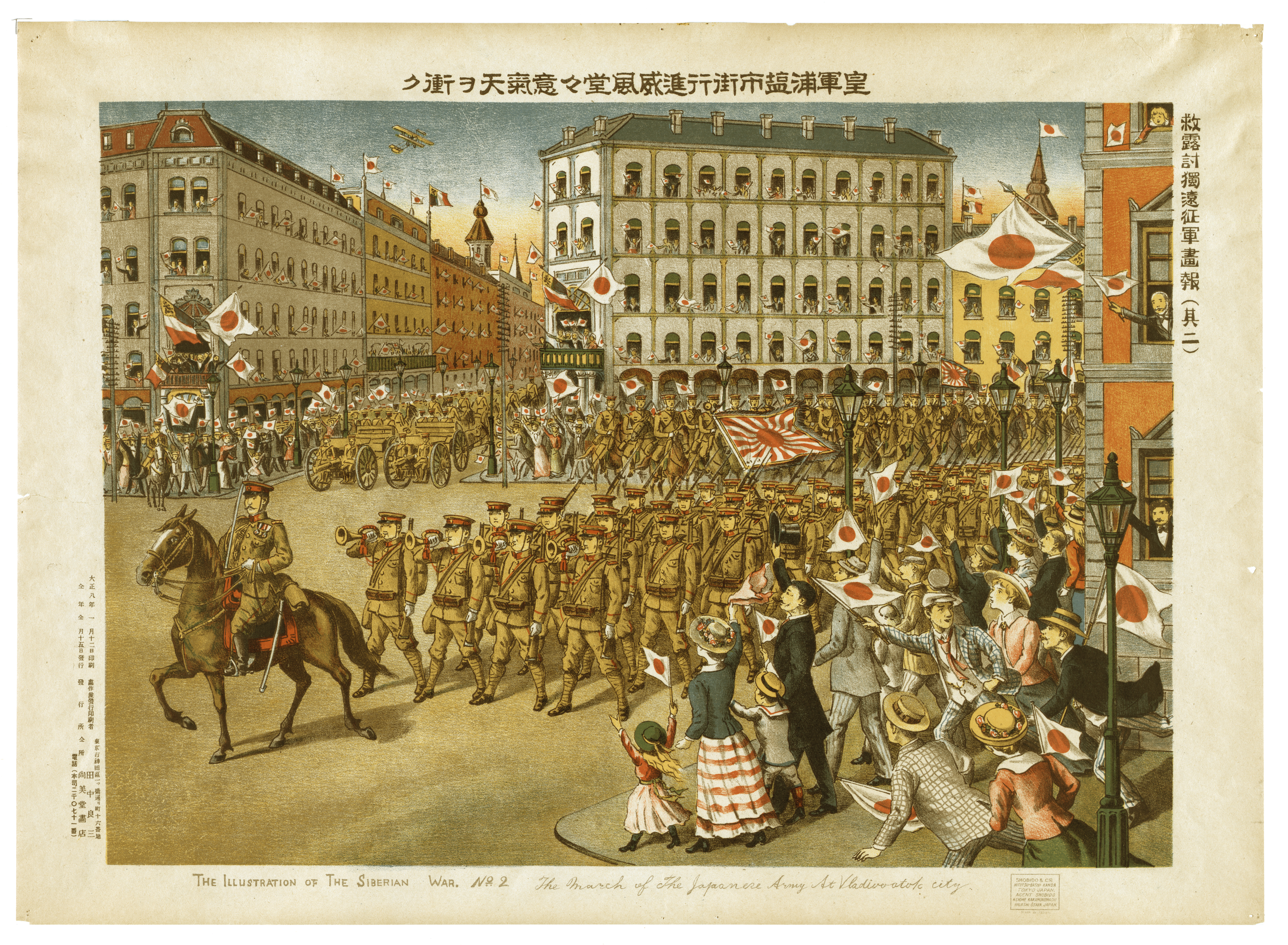
歩騎砲兵

1、2、3、4、7、10番の下段は、本歌の発表後に変更された歌詞（上段は原詩）である。一般的には変更後の歌詞が広く知られているが、10番に関しては原詩が歌われる事も多い。また、当時の軍歌の常として、歌い手などにより単語を変更したもの（例、6番：「亜耳伯士山を踏破せし」を「亜耳伯士山を突破せし」など）、読みを変更したもの
（例、8番：「退く戦術」を「退く戦術」など）・歌詞自体を変更したもの（例、8番「前進前進又前進 肉弾屆く所迄」を「歩兵の戦は射撃にて 敵を怯ませ其の隙に」）など、多種多様な差異がある。
1番の「万朶の桜か襟の色」・10番原詩の「酒盃に襟の色映し」の「襟の色」とは、兵科・各部の定色|兵科色を配した明治38年戦時服制および明治39年制式で制定された「襟章」を意味し、また歩兵科の定色である「緋色」を桜になぞらえたものである。3番の「軍旗」は旭日旗を意匠化した「歩兵連隊に下賜された帝国陸軍の軍旗」を、「二十万」は当時の「歩兵将兵」の数、「八十余か所」は当時の「歩兵連隊」の数を、「屯して」はその「衛戍地」を、4番の「海の人」は「海軍」を、5番の「騎兵砲兵協同せよ」は歩騎砲兵の「三兵戦術」を、6番の「亜耳伯士山を踏破せし」は「ハンニバルのアルプス超え」、「奉天戦」は日露戦争の決戦である「奉天会戦」をそれぞれ意味する。

1. 万朶の桜か襟の色 花は隅田に嵐吹く 大和男子と生まれなば 散兵線の花と散れ
万朶の桜か襟の色 花は吉野に嵐吹く 大和男子と生まれなば 散兵線の花と散れ
2. 尺余の銃は武器ならず 寸余の剣何かせん 知らずや此処に二千年 鍛え鍛えし武士の魂
尺余の銃は武器ならず 寸余の剣何かせん 知らずや此処に二千年 鍛え鍛えし大和魂
3. 軍旗守る連隊は 全て其の数二十万 八十余か所に屯して 武装は解かじ夢にだも
軍旗守る武士は 全て其の数二十万 八十余か所に屯して 武装は解かじ夢にだも
4. 千里東西波越えて 我れに仇為す国在らば 横須賀出でん輸送船 暫し守れや海の人
千里東西波越えて 我れに仇為す国在らば 港を出でん輸送船 暫し守れや海の人
5. 敵地に一歩我れ踏めば 軍の主兵は此処に在り 最後の決は我が任務 騎兵砲兵協同せよ
6. 亜耳伯士山を踏破せし 歴史は古く雪白し 奉天戦の活動は 日本歩兵の粋と知れ
7. 携帯口糧有るならば 遠く離れて行く日露 曠野千里に亙るとも 散兵線に秩序在り
携帯口糧有るならば 遠く離れて三日四日 曠野千里に亙るとも 散兵線に秩序在り
8. 退く戦術我れ知らず 見よや歩兵の操典を 前進前進又前進 肉弾届く所迄
9. 我が一軍の勝敗は 突喊最後の数分時 歩兵の威力は此処なるぞ 花散れ勇め時は今
10. 嗚呼勇ましの我が兵科 会心の友よ来たれいざ 共に語らん百日祭 酒盃に襟の色映し
歩兵の本領此処に在り 嗚呼勇ましの我が兵科 会心の友よ然らばいざ 共に励まん我が任務

　　昭和七年三月五日発行　最新名曲軍歌集掲載歌詞
1. 万朶の桜か襟の色 花は吉野に嵐吹く 大和男子と生まれなば 散兵線の花と散れ
2. 尺余の銃は武器ならず 寸余の剣何かせん 知らずや此処に二千年 鍛え鍛えし大和魂
3. 軍旗守る武士は 全て其の数二十万 八十余か所に屯して 武装は解かじ夢にだも
4. 千里東西波越へて 我れに仇為す国在らば 港を出てん輸送船 暫し守れや海の人
5. 敵地に一歩我れ踏めば 軍の主兵は此処に在り 最後の決は我が任務 騎兵砲兵協同せよ
6. 亜耳伯士山を踏破せし 歴史は古く雪白し 奉天戦の活動は 日本歩兵の華と知れ
7. 携帯口糧有るならば 遠く離れて三日四日 曠野千里に亙るとも 散兵線に秩序在り
8. 退く言葉我れ知らず　見よや歩兵の操典を　歩兵の戦は射撃にて　敵を怯ませ其の隙に
9. 前進前進又前進 肉弾屆く所迄　我が一軍の勝敗は　突撃最後の数分時
10. 歩兵の本領此処に在り 嗚呼勇ましの我が兵科 会心の友よ然らばいざ 共に励まん我が任務